# Nyctemera plesiastes
Nyctemera plesiastes är en fjärilsart som beskrevs av Reginald James West 1932.
Nyctemera plesiastes ingår i släktet Nyctemera och familjen björnspinnare. Inga underarter finns listade i Catalogue of Life.